# Лекс Лютор
Александер «Лекс» Джозеф Лютор (англ. Alexander "Lex" Joseph Luthor, /ˈluːθɔːr, -θər/) — суперлиходій у коміксах американського видавництва DC Comics. Створений Джеррі Сіґелом та Джо Шустером, він дебютував у Action Comics #23, що вийшов 22 лютого 1940 року (з обкладинковою датою квітня того ж року). Відтоді Лютор закріпився як заклятий ворог Супермена, уособлюючи його повну протилежність: якщо Супермен символізує надію та самопожертву, то Лютор — це втілення безмежних амбіцій і віри в перевагу людського інтелекту над надлюдськими силами.
Офіційний день Лекса Лютора відзначають 22 лютого — у річницю його першої появи в коміксах. У 2025 році персонажу виповнилось 85 років, і цю дату було урочисто відзначено. Лекса неодноразово втілювали на телебаченні: зокрема, його грали Скотт Джеймс Веллс, Шерман Говард, Джон Ши, Майкл Розенбаум, Джон Краєр, Тітус Веллівер і Майкл Кадлітц. В анімаційних адаптаціях голос персонажу надавали Кленсі Браун, Марк Ролстон, Джеймс Марстерс, Джанкарло Еспозіто та Марк Марон. У кіно роль Лютора виконували Лайл Талбот, Джин Гекмен, Кевін Спейсі, Джессі Айзенберґ та Ніколас Голт.

## Історія публікації

### Створення
У своєму першому сюжетному з’явленні (Action Comics #23, квітень 1940) Лютор постає як диявольський геній, відомий лише за прізвищем. Він живе у летючому місті на дирижаблі й планує розпалити війну між двома європейськими країнами. Після викрадення Лоїс Лейн, Супермен вступає з Лютором у бій, перемагає його й знищує дирижабль, натякаючи на загибель злодія — сюжетний прийом, що повторюється в його перших історіях. У Superman #4 Лютор краде зброю, здатну викликати землетруси, але Супермен його зупиняє, а винахідник зброї скоює самогубство, щоб її не відтворили. В іншій історії того ж випуску Лютор створює місто на затонулому континенті Пасіфо, населяє його доісторичними чудовиськами, але його знову перемагає Супермен. У Superman #5 Лютор планує розпилити гіпнотичний газ в офісах впливових людей, щоб занурити країну в економічну кризу — і знову зазнає поразки. У цих ранніх сюжетах мотиви Лютора зосереджені на фінансовій вигоді або маніакальній жадобі влади — на відміну від пізніших версій, він ще не має особистої ненависті до Супермена, окрім роздратування через його втручання. Спочатку Лютор зображався як рудий середнього віку чоловік, але менш ніж за рік через художню помилку в газетному коміксі він став лисим. Помилку приписують Лео Новаку, який, імовірно, сплутав Лютора з Ультра-Г’юменайтом — іншим ворогом Супермена, або з лисим громилою з Superman #4. У Superman #10 (1941) Лютор постає ще товстішим, з подвійним підборіддям. Історія його втрати волосся неодноразово згадувалася в каноні, а в 1960 році Джеррі Сіґел офіційно включив це в передісторію персонажа. Під час Другої світової війни Міністерство оборони США попросило прибрати деякі газетні смужки про Супермена. У квітні 1945 року в них зображалося, як Лютор опромінює Супермена радіацією з циклотрона — порушення цензурних обмежень, покликаних зберегти таємницю Мангеттенського проєкту.

## Сили та здібності
Лекс Лютор — один із найвидатніших умів у всесвіті DC, знаний не лише завдяки геніальності, а й завдяки надзвичайній аналітичній здатності та глибоким знанням у численних науково-технічних галузях. Його інтелект не обмежується теорією — він блискуче застосовує свої знання на практиці, розробляючи передові технології, вишукані стратегії та точно передбачаючи дії ворогів. Від самого початку персонажа Лютора описували як найрозумнішу людину у всесвіті DC і одного з найяскравіших умів будь-якого світу. Він здатен з абсолютною точністю згадувати будь-яку інформацію, що лише зміцнює його майстерність у практично всіх наукових галузях: аерокосмічній інженерії, біохімії, робототехніці, штучному інтелекті, обчисленнях, нанотехнологіях, генетиці, ядерній енергетиці, полімерній хімії, телекомунікаціях, квантовій фізиці та подорожах у часі. Його винаходи охоплюють усе — від складної зброї до телепортаційних пристроїв і доповненої реальності. На відміну від більшості науковців у DC, Лютор не обмежується технічним прогресом: він також має виняткові здібності в бізнесі й політиці. Як засновник і директор LuthorCorp — однієї з найпотужніших корпорацій світу — він контролює численні галузі, від енергетики до біотехнологій. Завдяки хитрості, харизмі й рішучості він став одним із найбагатших і найвпливовіших людей на планеті. Його стратегічний геній дозволив йому навіть стати президентом США, де він маніпулював громадською думкою, здобував впливових союзників і нейтралізував політичних супротивників. У бою, хоча Лютор і не природжений боєць на кшталт Бетмена чи Дезстроука, він має підготовку з бойових мистецтв, зокрема в карате, що дозволяє йому захиститися в екстрених ситуаціях. В окремих версіях він також проходив тренування в амазонок Теміскіри, що ще більше вдосконалило його рукопашний бій. Однак його справжня сила полягає в здатності передбачити конфлікт і заздалегідь підготуватися завдяки технологіям і стратегії — не покладаючись на фізичну силу. Попри свій інтелект, Лютор рідко визнає когось собі рівним. Окрім інопланетного розуму на ім’я Брейніак і, подекуди, Бетмена, Лютор вважає, що жодна істота у всесвіті не може зрівнятися з ним інтелектуально. Ця зарозумілість у поєднанні з маніакальною одержимістю перевершити Супермена постійно спонукає його до пошуку нових способів розширення влади та впливу.